# Shirley Booth
Shirley Booth, all'anagrafe Thelma Ford (New York, 30 agosto 1898 – North Chatham, 16 ottobre 1992), è stata un'attrice statunitense.
Nota soprattutto per la carriera teatrale e per la serie televisiva degli anni sessanta Hazel, è stata la prima attrice ad aver ricevuto un Oscar e un Tony Award per aver interpretato lo stesso personaggio, quello di Lola Delaney, nell'opera teatrale Come Back, Little Sheba di William Inge andata in scena a Broadway nel 1950 e nell'adattamento cinematografico diretto da Daniel Mann nel 1952.

## Biografia
(Richard Watts Jr., critico teatrale)
Nata a New York da Albert James Ford e Virginia M. Wright, trascorse i primi anni nel quartiere di Flatbush a Brooklyn dove frequentò la Erasmus Hall High School mostrando già un precoce interesse per la recitazione. Durante gli anni dieci si trasferì con la famiglia a Filadelfia e successivamente a Hartford nel Connecticut, dove nel 1918 fece le sue prime apparizioni con la compagnia di Sylvester Zefferino Poli.

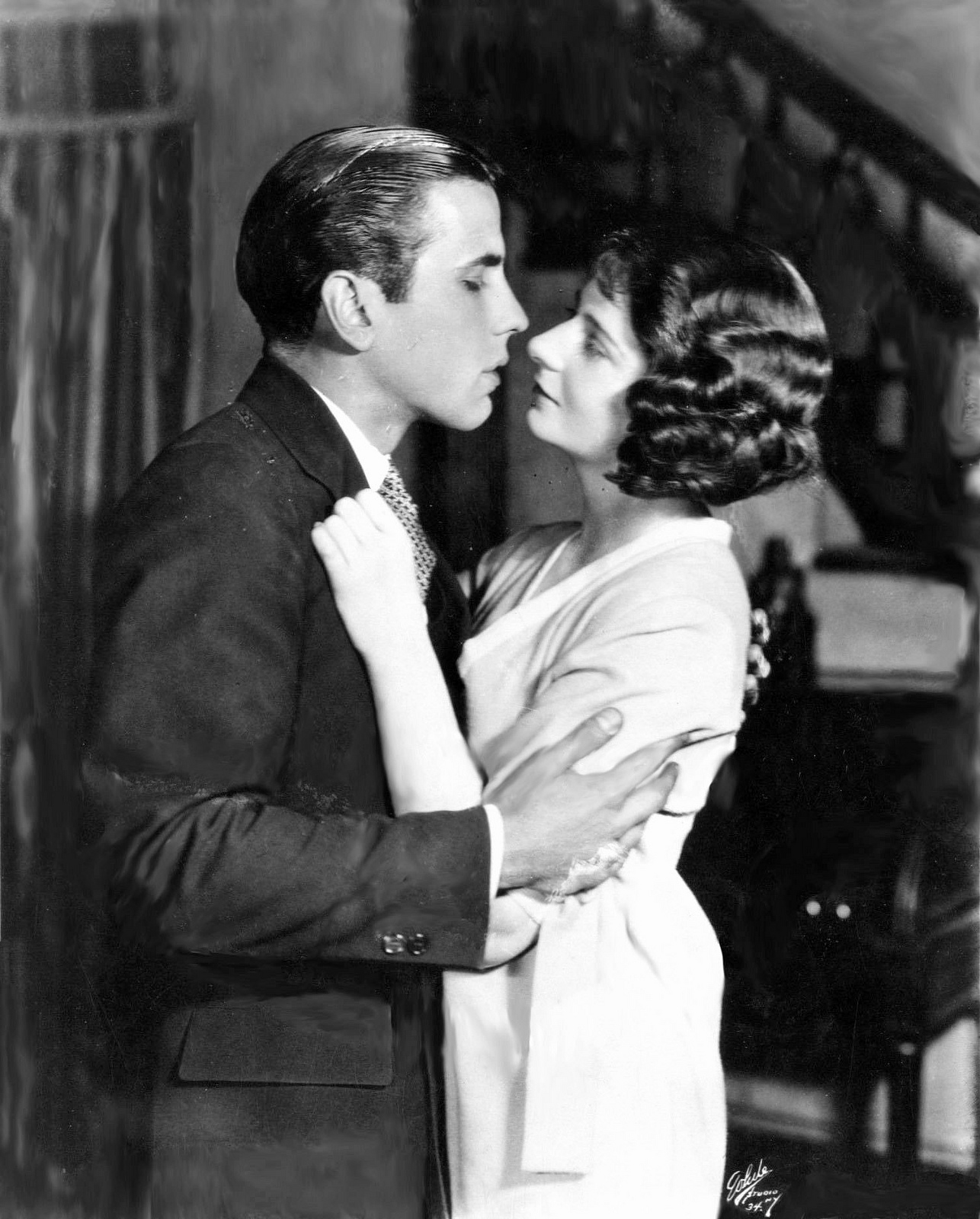
Con Humphrey Bogart in Hell's Bells (1925).

Usando il nome Thelma Booth, dato che suo padre le aveva proibito di usare il vero cognome, partecipò a rappresentazioni quali Daddy Long Legs, Mother Carey's Chickens e Lavender and Old Lace, nella quale recitò per la prima volta come protagonista. Nel 1921 decise di tornare a New York e in breve tempo riuscì ad ottenere altri ingaggi con la Poli Stock Company. L'anno successivo, in occasione della rappresentazione di The Lion and the Mouse, assunse definitivamente il nome Shirley Booth.
Il 26 gennaio 1925 debuttò a Broadway in Hell's Bells, accanto a un giovane Humphrey Bogart, e nei successivi dieci anni continuò a recitare in piccoli ruoli prima di ottenere il primo successo in Three Men on a Horse, andato in scena dal 1935 al 1937. Diventò una delle attrici più apprezzate di Broadway e nei due decenni successivi partecipò a più di 40 opere teatrali tra commedie, drammi e musical, tra cui Excursion (1937), The Philadelphia Story (1939, a fianco di Katharine Hepburn), My Sister Eileen (1940), Tomorrow the World (1943, con Ralph Bellamy) e Hollywood Pinafore (1945). Ricevette il suo primo Tony Award nel 1949 per Goodbye, My Fancy e il secondo l'anno successivo per uno dei suoi ruoli più caratteristici, quello di Lola Delaney in Torna, piccola Sheba di William Inge. Nel 1951 offrì una performance molto apprezzata nella versione musicale di A Tree Grows in Brooklyn e due stagioni dopo vinse il suo terzo Tony Award per The Time of the Cuckoo.

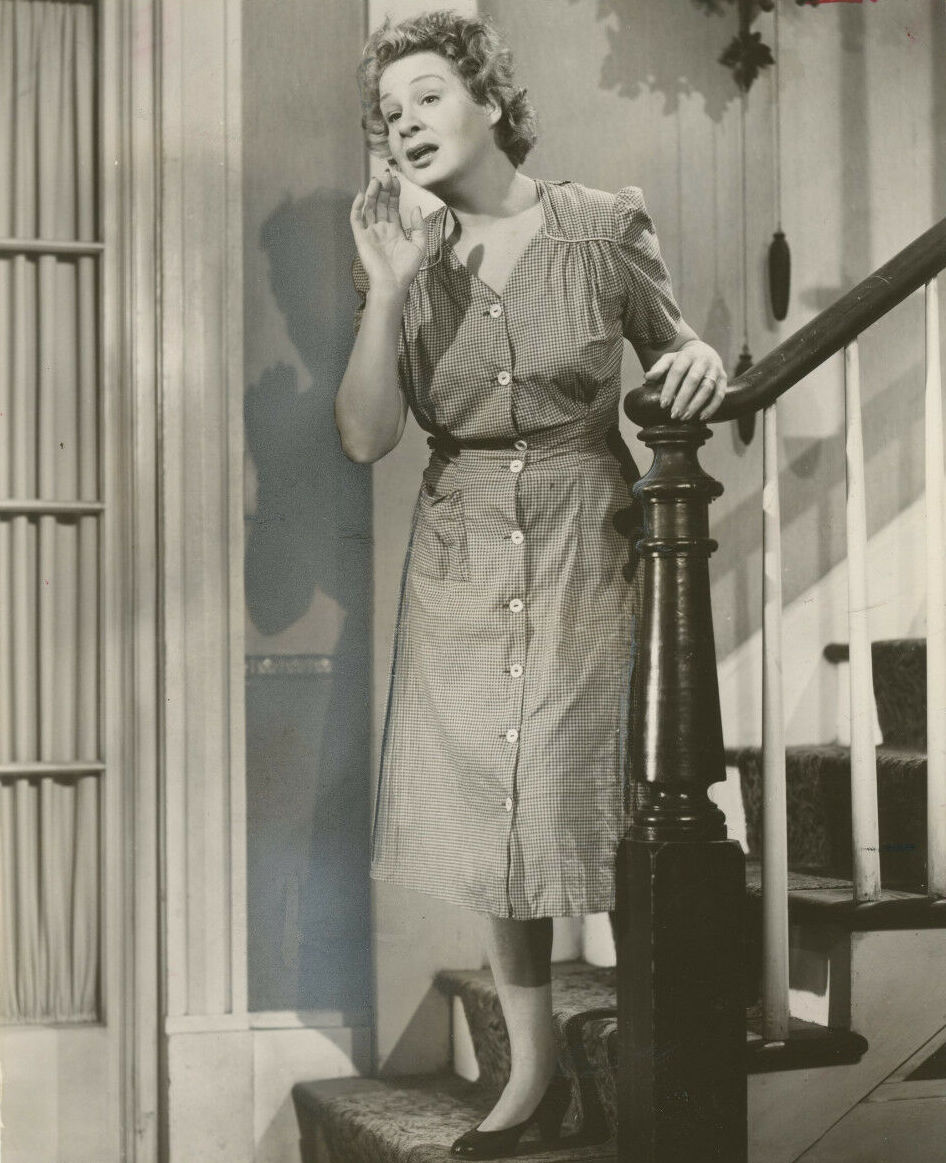
Torna, piccola Sheba (1952).

La carriera cinematografica di Shirley Booth iniziò all'età di 54 anni e si limitò a cinque lungometraggi realizzati tra il 1952 e il 1958. Per il suo debutto riprese il ruolo di Lola nell'adattamento cinematografico di Torna, piccola Sheba, per il quale vinse l'Oscar alla miglior attrice e una menzione speciale al Festival di Cannes. In realtà il produttore Hal B. Wallis avrebbe voluto Bette Davis per il ruolo principale ma l'attrice, che aveva visto lo spettacolo a Broadway, pensava che nessuno potesse interpretarlo meglio di Shirley Booth. Wallis aveva cercato invano di convincerla e in seguito la Davis dichiarò che rifiutare il film fu un grosso errore. Nel 1958 interpretò il ruolo di Dolly Levi in Bella, affettuosa, illibata cercasi..., adattamento dell'opera teatrale di Thornton Wilder che rappresentò la sua ultima apparizione sul grande schermo. Nel 1961 le venne offerto il ruolo di Apple Annie nel film Angeli con la pistola di Frank Capra, remake di Signora per un giorno del 1933. L'attrice ritenne però di non essere all'altezza della performance originale di May Robson (per la quale aveva ottenuto una candidatura all'Oscar) e rifiutò la parte che alla fine fu accettata da Bette Davis.

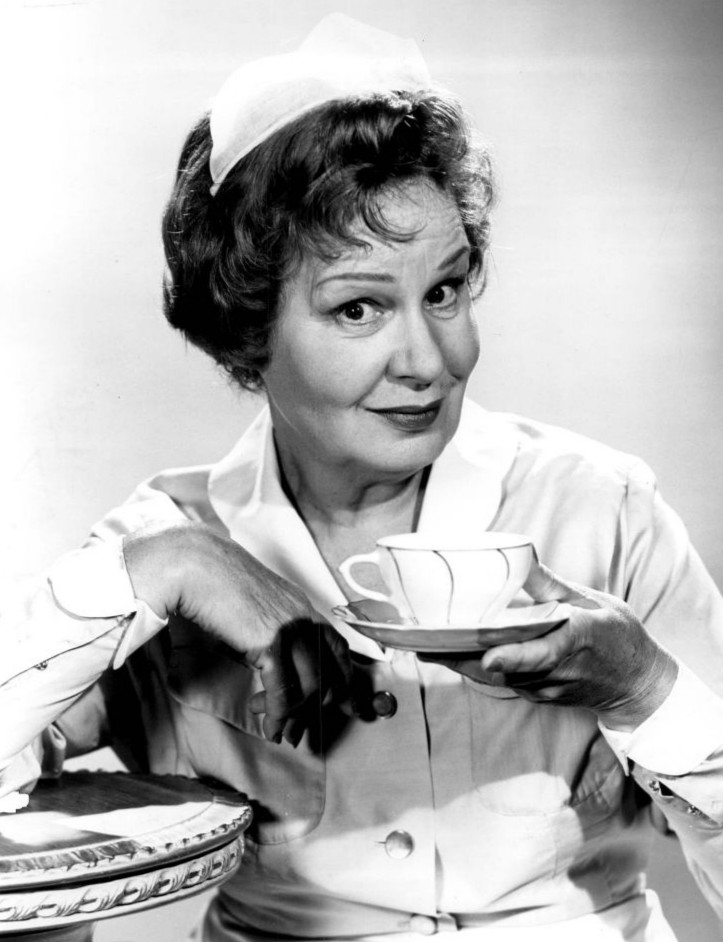
In un episodio della sitcom Hazel (1962).

Negli anni sessanta raggiunse l'apice della celebrità con l'interpretazione della cameriera Hazel Burke nella serie televisiva Hazel, che andò in onda su NBC e CBS dal 1961 al 1966 e grazie alla quale divenne un volto familiare negli Stati Uniti e vinse due Emmy Awards. Dopo la cancellazione della serie interpretò il ruolo di Amanda Wingfield nella riduzione televisiva di Lo zoo di vetro di Tennessee Williams (The Glass Menagerie, 1966) e dopo aver partecipato nel 1973 a un'altra sitcom di breve durata, A Touch of Grace, prestò la voce al personaggio di Mrs. Claus nello speciale televisivo d'animazione The Year Without a Santa Claus (1974), ultima performance prima del suo ritiro.
Morì per cause naturali nel 1992, all'età di 94 anni, nella sua casa di Chatham in Massachusetts dove si era ritirata da molti anni. È sepolta nel Mount Hebron Cemetery di Montclair nella contea di Essex in New Jersey.

### Vita privata
Shirley Booth si sposò la prima volta nel 1929 con Ed Gardner, creatore della sitcom radiofonica Duffy's Tavern in cui l'attrice interpretò il personaggio di Miss Duffy nei primi anni quaranta. Dopo il divorzio, avvenuto nel 1942, l'anno successivo sposò il caporale dell'esercito William Hogg Baker Jr., deceduto nel 1951 per una malattia cardiaca.

## Filmografia

### Cinema
- Strawhat Cinderella, regia di Justin Herman (1949) – Cortometraggio
- Torna, piccola Sheba (Come Back, Little Sheba), regia di Daniel Mann (1952)
- Main Street to Broadway, regia di Tay Garnett (1953)
- Addio signora Leslie (About Mrs. Leslie), regia di Daniel Mann (1954)
- La tua pelle brucia (Hot Spell), regia di Daniel Mann (1958)
- Bella, affettuosa, illibata cercasi... (The Matchmaker), regia di Joseph Anthony (1958)

### Televisione
- Playhouse 90 – serie TV, episodio 1x25 (1957)
- The United States Steel Hour – serie TV, episodi 1x11-8x22 (1954-1961)
- Hazel – serie TV, 154 episodi (1961-1966)
- The Glass Menagerie, regia di Michael Elliott – film TV (1966)
- CBS Playhouse – serie TV, episodio Do Not Go Gentle Into That Good Night (1967)
- The Smugglers, regia di Norman Lloyd – film TV (1968)
- La signora e il fantasma (The Ghost & Mrs. Muir) – serie TV, episodio 2x08 (1969)
- A Touch of Grace (1973)
- The Year Without a Santa Claus, regia di Jules Bass e Arthur Rankin Jr. – film TV (1974) – Doppiatrice

## Doppiatrici italiane
- Andreina Pagnani in Torna, piccola Sheba, La tua pelle brucia, Bella, affettuosa, illibata cercasi...

## Teatro (parziale)
- Hell's Bells – Wallack's Theatre/Daly's 63rd Street Theatre/George M. Cohan's Theatre, Broadway, New York (1925)
- Laff That Off – Wallack's Theatre/39th Street Theatre, Broadway, New York (1925-1926)
- Buy, Buy, Baby – Princess Theatre, Broadway, New York (1926)
- High Gear – Wallack's Theatre, Broadway, New York (1927)
- The War Song – National Theatre, Broadway, New York (1928)
- Claire Adams – Biltmore Theatre, Broadway, New York (1929)
- School for Virtue – Longacre Theatre, Broadway, New York (1931)
- The Camels Are Coming – President Theatre, Broadway, New York (1931)
- Coastwise – Provincetown Playhouse/Belmont Theatre, New York (1931-1932)
- The Mask and the Face – Guild Theatre, Broadway, New York (1933)
- After Such Pleasures – Bijou Theatre, Broadway, New York (1934)
- Three Men on a Horse – Playhouse Theatre/Fulton Theatre, Broadway, New York (1935-1937)
- Excursion – Vanderbilt Theatre, Broadway, New York (1937)
- Too Many Heroes – Hudson Theatre, Broadway, New York (1937)
- The Philadelphia Story – Shubert Theatre, Broadway, New York (1939-1940)
- My Sister Eileen – Biltmore Theatre/Martin Beck Theatre/Ritz Theatre/Broadway Theatre, Broadway, New York (1940-1943)
- Tomorrow the World – Ethel Barrymore Theatre, Broadway, New York (1943-1944)
- Hollywood Pinafore – Alvin Theatre, Broadway, New York (1945)
- Land's End – Playhouse Theatre, Broadway, New York (1946)
- The Men We Marry – Mansfield Theatre, Broadway, New York (1948)
- Goodbye, My Fancy – Morosco Theatre/Fulton Theatre/Martin Beck Theatre/John Golden Theatre, Broadway, New York (1948-1949)
- Love Me Long – 48th Street Theatre, Broadway, New York (1949)
- Torna, piccola Sheba (Come Back, Little Sheba) – Booth Theatre, Broadway, New York (1950)
- Torna, piccola Sheba (Come Back, Little Sheba) – Hanna Theatre, Cleveland (1950)
- A Tree Grows in Brooklyn – Alvin Theatre, Broadway, New York (1951)
- The Time of the Cuckoo – Empire Theatre, Broadway, New York (1952-1953)
- By the Beautiful Sea – Majestic Theatre/Imperial Theatre, Broadway, New York (1954)
- Torna, piccola Sheba (Come Back, Little Sheba) – Cape Playhouse, Dennis (1955)
- My Sister Eileen – Cape Playhouse, Dennis (1955)
- La vigna (The Vinegar Tree) – Cape Playhouse, Dennis (1955)
- The Time of the Cuckoo – Cape Playhouse, Dennis (1955)
- The Desk Set – Broadhurst Theatre, Broadway, New York (1955-1956)
- Miss Isobel – Royale Theatre, Broadway, New York (1957-1958)
- Hay Fever – Cape Playhouse, Dennis (1958)
- Juno – Winter Garden Theatre, Broadway, New York (1959)
- Nina – Cape Playhouse, Dennis (1959)
- Nina – Ogunquit Playhouse, Ogunquit (1959)
- The Late Christopher Bean – Ogunquit Playhouse, Ogunquit (1960)
- A Second String – Eugene O'Neill Theatre, Broadway, New York (1960)
- The Torch-Bearers – Cape Playhouse, Dennis (1967)
- The Torch-Bearers – Ogunquit Playhouse, Ogunquit (1967)
- The Desk Set – Cape Playhouse, Dennis (1968)
- The Desk Set – Ogunquit Playhouse, Ogunquit (1968)
- The Best of Friends – Ogunquit Playhouse, Ogunquit (1970)
- Look to the Lilies – Lunt-Fontanne Theatre, Broadway, New York (1970)
- Hay Fever – Helen Hayes Theater, Broadway, New York (1970)
- The Best of Friends – Cape Playhouse, Dennis (1970)
- La vigna (The Vinegar Tree) – Paper Mill Playhouse, Millburn (1971)
- Mourning in a Funny Hat – Ogunquit Playhouse, Ogunquit (1972)
- Mourning in a Funny Hat – Cape Playhouse, Dennis (1972)

## Riconoscimenti
Nel 1960 le venne assegnata una stella sulla Hollywood Walk of Fame al 6850 di Hollywood Blvd, per il suo contributo all'industria cinematografica, e nel novembre 1979 fu introdotta nella American Theater Hall of Fame.

### Cinema
- Premio Oscar
  - 1953 – Miglior attrice protagonista per Torna, piccola Sheba
- Golden Globe
  - 1953 – Migliore attrice in un film drammatico per Torna, piccola Sheba
- British Academy Film Awards
  - 1954 – Candidatura per la migliore attrice straniera per Torna, piccola Sheba
  - 1955 – Candidatura per la migliore attrice straniera per Addio signora Leslie
- Festival di Cannes
  - 1953 – Menzione speciale per Torna, piccola Sheba
- National Board of Review
  - 1952 – Miglior attrice per Torna, piccola Sheba
- New York Film Critics Circle Awards
  - 1952 – Miglior attrice protagonista per Torna, piccola Sheba
  - 1958 – Candidatura per la miglior attrice protagonista per La tua pelle brucia e Bella, affettuosa, illibata cercasi...
- Jussi Awards
  - 1954 – Diploma di merito per la migliore attrice straniera per Torna, piccola Sheba

### Televisione
- Golden Globe
  - 1964 – Candidatura per la migliore star televisiva femminile per Hazel
- Primetime Emmy Awards
  - 1962 – Migliore attrice protagonista in una serie tv per Hazel
  - 1963 – Migliore attrice protagonista in una serie tv per Hazel
  - 1964 – Candidatura per la migliore attrice protagonista in una serie tv per Hazel
  - 1967 – Candidatura per la miglior attrice protagonista in un singolo episodio di una serie drammatica per CBS Playhouse (episodio The Glass Menagerie)

### Teatro
- Tony Award
  - 1949 – Miglior attrice non protagonista in un'opera teatrale per Goodbye, My Fancy
  - 1950 – Miglior attrice protagonista in un'opera teatrale per Torna, piccola Sheba
  - 1953 – Miglior attrice protagonista in un'opera teatrale per The Time of the Cuckoo